# Auf schrägem Kurs
Auf schrägem Kurs (Originaltitel: The Wackiest Ship in the Army) ist ein amerikanischer Kriegsfilm von 1960.

## Handlung
Lieutenant Crandall ist im zivilen Leben ein erfahrener Segler. Während des 2. Weltkrieges ist er in Australien stationiert. Ihm wird das Kommando über ein Segelschiff, die USS Echo, übertragen und er ist erstaunt, dass es überhaupt Segelschiffe in den Reihen der Marine gibt. Das einzige Besatzungsmitglied mit Erfahrungen im Segeln ist der eifrige Fähnrich Hanson, den Crandall schon aus seinem Segelclub als tollpatschigen Segler kennt.
Lieutenant Crandall versucht, dieses seltsame Kommando abzulehnen, aber Lieutenant Commander Vandewater verspricht ihm, wenn er die Yacht nach Port Moresby auf Papua-Neuguinea segelt, wird er nach seiner Rückkehr vielleicht das Kommando über einen Zerstörer erhalten. Crandell bittet Vandewater wenigstens um mehr Zeit, weil die zusammengewürfelte Mannschaft keinerlei Segelerfahrung hat und er sie unterrichten will. Doch Vandewater lehnt das ab und droht das Kommando über die Yacht an Fähnrich Hanson zu übertragen.
Im Offiziersclub versucht Fähnrich Hanson Crandall betrunken zu machen, um ihn doch noch zur Übernahme des Kommandos zu überreden. Doch ohne Erfolg. Erst als Vandewaters Sekretärin Maggie mit den zu unterzeichnenden Schiffspapieren im Offiziersclub auftaucht, unterschreibt er diese als Kommandant um die schwere Aufgabe nicht dem unerfahrenen Fähnrich Hanson überlassen zu müssen.
Die USS Echo schafft es mit der unerfahrenen Mannschaft kaum aus dem Hafen heraus und segelt direkt in einen Sturm. Sie kommt vor Neuguinea an und muss bei der Hafeneinfahrt in Port Moresby ohne Motorenhilfe ein Minenfeld durchkreuzen, was die Mannschaft mit Candalls Segelerfahrung und viel Glück meistert. Lieutenant  Crandall soll hier einen Lieutenant Forster ausbilden, welcher den Küstenbeobachter Patterson an einen Stützpunkt bringen soll, den nur ein Schiff mit geringem Tiefgang erreichen kann. Lieutenant Forster macht jedoch auf Crandall einen hochnäsigen und unqualifiziert Eindruck,
so dass er das Schiff unter seinem eigenen Kommando auslaufen lässt und Lieutenant Forster an Land zurückbleibt.
Bei der Überfahrt zum Beobachtungsstützpunkt wird die Yacht als einheimisches Handelsschiff getarnt. Selbst ein japanisches Aufklärungsflugzeug fällt auf die Tarnung herein. Im aufbrausenden Sturm und bei Nacht findet die Besatzung die Riff-Durchfahrt und erreicht die schützende Bucht der Insel auf der sie Patterson absetzen soll. Die Yacht wird getarnt, so dass sie von den japanischen Küstenpatroullien zuerst nicht entdeckt wird.
Fähnrich Hanson und ein Teil der Mannschaft begleiten Patterson und bringen seine Ausrüstung an Land. Sie sehen von den Bergen aus schon den japanischen Konvoi, den Patterson eigentlich melden soll und laufen schnell zurück zur Yacht. Diese wurde jedoch in der Zwischenzeit von einer japanischen Einheit gefunden und besetzt. Lieutenant Crandall und die Besatzung sind nun Gefangene der Japaner.
Crandall gelingt es gemeinsam mit Hanson, die beiden Offiziere, die sie unter Deck verhören wollen, zu überwältigen. Sie überlisten die japanischen Soldaten und können die Yacht zurückerobern. Hinter dem Riff, in offener See, wird Crandall jedoch von den japanischen Offizieren an Bord verwundet.
Fähnrich Hanson sendet trotz Warnung der japanischen Offiziere die Position des gesichteten Flottenverbandes an das Hauptquartier in Port Moresby.
Dadurch verraten sie aber die Position der USS Echo und die japanischen Kanonen zerstören vom Ufer aus die Yacht, die die Besatzung im Rettungsboot noch verlassen kann.
Die Besatzung überlebt und wird gerettet. In der Seeschlacht um die Bismarcksee werden die Japaner vernichtend besiegt. Lieutenant Crandall erhält für seinen Beitrag zum Sieg das Kommando über einen modernen Zerstörer, während Lieutenant Hanson das Kommando auf einem U-Boot-Jäger übernimmt.

## Hintergrund
Gedreht wurde in Pearl Harbor und auf Kauaʻi. Die Geschichte ist eine dramatisierte, fiktionalisierte Darstellung eines realen Schiffes, der USS Echo. Es handelte sich um ein Segelschiff, das ursprünglich aus Neuseeland stammte und während des Zweiten Weltkriegs Teil der US-Marine wurde.
Der Film war ursprünglich für Ernie Kovacs in der Rolle als Lieutenant Crandall und Jack Lemmon als Fähnrich Hanson vorgesehen. Zum Zeitpunkt der Produktion war Kovacs jedoch nicht verfügbar, und Lemmon wurde als zu reif für einen Fähnrich angesehen. Stattdessen wurde Lemmon für die Hauptrolle und der beliebte Schauspieler und Sänger Ricky Nelson für die Rolle des Fähnrichs besetzt.
Die echte USS Echo wurde 1944 an die neuseeländische Regierung zurückgegeben und wurde für den Transport von Lebensmitteln und Vorräten verwendet.
Sie stand weder für den Film noch für die spätere Fernsehserie zur Verfügung. Das Schiff diente schließlich als Bar, wurde 2015 als zu baufällig eingestuft, um es zu erhalten und verschrottet.

## Kritik
Der Filmdienst schreibt: „Ein altes Segelschiff im Geheimeinsatz der US-Marine während des letzten Weltkrieges. Der Film schwankt unentschieden zwischen Parodie und gutem Seeabenteuer.“
Dwight MacDonald vom Esquire Magazine meint: „Mir hätte klar sein müssen, dass jemand, der einen solchen Titel erfinden oder ertragen kann, vermutlich keinen Sinn für Humor hat. Das ist der Fall.“